# Mutilator
Mutilator war eine brasilianische Death- und Thrash-Metal-Band, die im Jahr 1985 in Belo Horizonte, Minas Gerais, gegründet wurde, sich im Jahr 1989 wieder trennte und sich im Jahr 2001 kurz wieder zusammenschloss, bevor sie sich noch im selben Jahr wieder auflöste.

## Geschichte
Die Band wurde im Jahr 1985 unter dem Namen Desaster gegründet. Als Sílvio SDN einstieg, benannte die Band sich in Mutilator um. Zusammen nahmen sie ein erstes Demo auf. Auch erschienen sie auf dem Split-Album Warfare Noise I, auf dem auch Chakal, Sarcófago und Holocausto zu hören waren.
Im Jahr 1987 verließ Sänger Sílvio SDN die Band. Es folgten die Aufnahmen zum ersten Album, das den Namen Immortal Force tragen sollte. Im Jahr 1988 folgte mit Into the Strange ein zweites Album. Auf dem Album waren mit Gitarrist C.M. und Schlagzeuger Armando (vorher bei Holocausto) zwei neue Mitglieder zu hören. Die Band trennte sich ein Jahr später. Im Jahr 2001 folgte ein Wiedervereinigungsversuch, der durch den Tod von Alexander „Magoo“ im selben Jahr scheiterte.

## Stil
Im Slayer-Fanzine wurde der Stil einer Proberaum-/Demoaufnahme Mutilators als rauer, dunkler Death Metal beschrieben und insbesondere das Bathory-Cover Raise the Dead gelobt, der Klang der Studioaufnahmen zu Warfare Noise jedoch als zu kraftlos gegenüber den vorigen Aufnahmen bezeichnet. Der Stil des Debüts Immortal Force ist laut Cogumelo Records von Slayer, Possessed und Bathory beeinflusst, das zweite Album Into the Strange tendierte stärker zum Thrash Metal.

## Diskografie
- 1986: Bloodstorm (Demo, Eigenveröffentlichung)
- 1986: Grave Desecration (Demo, Eigenveröffentlichung)
- 1986: Warfare Noise I (Split-Album mit Chakal, Sarcófago und Holocausto, Cogumelo Records)
- 1987: Immortal Force (Album, Cogumelo Records)
- 1988: Into the Strange (Album, Cogumelo Records)